# Irzwände
Irzwände är en bergsrygg i Österrike. Det ligger i förbundslandet Tyrolen, i den västra delen av landet, 400 km väster om huvudstaden Wien. De två topparna på ryggen ligger på 2 777 respektive 2 757 meter över havet. Irzwände ligger 2 km norr om vintersportorten Kühtai.